# St. Martin (Alling)

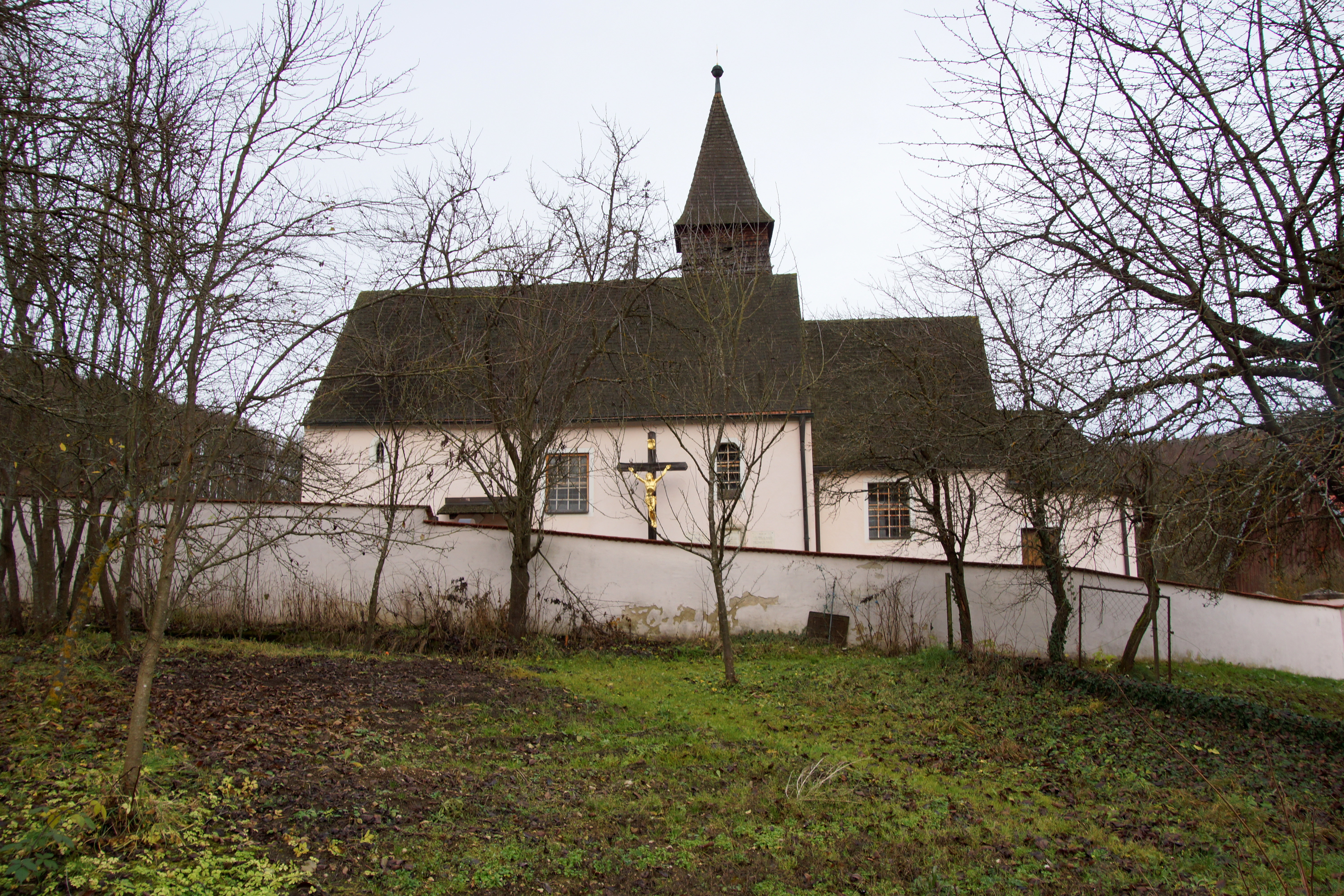
St. Martin in Alling

Die römisch-katholische, denkmalgeschützte Filialkirche St. Martin steht in Alling, einem Gemeindeteil von Sinzing im Landkreis Regensburg der Oberpfalz. Sie gehört zum Dekanat Laaber-Regenstauf im Bistum Regensburg. Das Bauwerk ist unter der Denkmalnummer D-3-75-199-11 als Baudenkmal in die Bayerische Denkmalliste eingetragen.

## Beschreibung
Die Kirche St. Martin in Alling wurde im 14. Jahrhundert als Saalkirche erbaut und später umgebaut. Sie besteht aus einem Langhaus, einem eingezogenen Chor im Osten und einer an dessen Ostwand angebauten, dreiseitig geschlossenen Sakristei. Aus dem Satteldach des Langhauses erhebt sich im Osten ein Dachreiter mit einem Helm aus Schindeln. Er enthält den Glockenstuhl. 
Zur Kirchenausstattung gehört ein um 1850 gebauter Hochaltar, dessen Altarretabel den heiligen Martin zeigt.